# Корнюшин Федір Данилович
Федір Данилович Корнюшин (16 [28] листопада 1893, село Данилівка, Мещовський повіт, Калузька губернія, тепер Калузька область, Російська Федерація — розстріляний 1 вересня 1938) — комуністичний діяч, член ВУЦВК, секретар ЦК КП(б)У. Кандидат у члени ЦК КП(б)У в квітні 1923 — травні 1924 р. Член ЦК КП(б)У в травні 1924 — червні 1930 р. Член Оргбюро ЦК КП(б)У в квітні 1923 — травні 1924 р. і квітні 1925 — листопаді 1926 р. Кандидат у члени Політбюро ЦК КП(б)У в листопаді 1926 — червні 1928 р.

## Життєпис

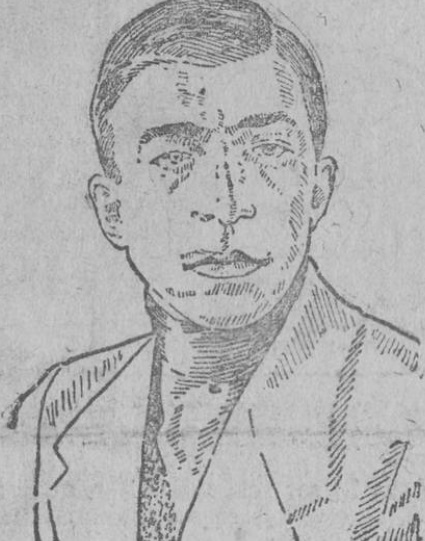
Федір Корнюшин у 1925 році

Народився в родині сільського ремісника. Закінчив сільську школу. Трудову діяльність розпочав у 1905 році чорноробом у місті Одесі.
У 1914—1917 роках — солдат 186-го піхотного полку російської імператорської армії, учасник Першої світової війни.
Член РСДРП(б) з травня 1917 року.
З вересня 1917 року — робітник ковбасної фабрики в Одесі, організатор робітничих загонів в місті. У 1918 році — член Одеського об'єднаного революційного комітету. У 1919 році закінчив загальноосвітні курси в Одесі.
З 1919 року — завідувач військового відділу Одеського губернського комітету КП(б)У. У 1919—1920 роках служив у Червоній армії.
У 1920—1921 роках — голова Тираспольського повітового ревкому, обирався головою Миколаївської губернської ради професійних спілок.
У 1921—1923 роках — відповідальний секретар Південного бюро ВЦРПС. У 1923—1924 роках — заступник голови Південного бюро ВЦРПС.
У 1924—1925 роках — відповідальний секретар Одеського губернського комітету КП(б)У.
У квітні 1925 — листопаді 1926 року — секретар ЦК КП(б)У та завідувач організаційно-розподільного відділу ЦК КП(б)У.
У листопаді 1926 — березні 1928 року — відповідальний секретар Київського окружного комітету КП(б)У. Брав участь в організації робіт зі спорудження Центрального залізничного вокзалу в Києві (1927). Відстоював ідею будівництва водного каналу Волга—Дніпро.
З 1928 року — член колегії Народного комісаріату торгівлі СРСР.
У квітні 1928 — лютому 1929 року — голова Центральної ради народного господарства Казакської АРСР.
У 1929 році — голова Комітету у справах друку при Народному комісаріаті торгівлі СРСР в Москві.
У 1929—1933 роках — голова правління тресту «Союзм'ясо» та член колегії Народного комісаріату постачання СРСР.
У 1933—1934 роках — начальник політичного управління Народного комісаріату постачання СРСР. У 1934—1938 роках — начальник політичного управління Народного комісаріату харчової промисловості СРСР.
Заарештований органами НКВС 22 червня 1938 року. Розстріляний 1 вересня 1938 року.
22 лютого 1956 року посмертно реабілітований.

## Нагороди
- орден Леніна (1.08.1936)